# Yudo π3
Yudo π3 – elektryczny samochód osobowy typu crossover klasy subkompaktowej produkowany pod chińską marką Yudo w latach 2018–2022.

## Historia i opis modelu

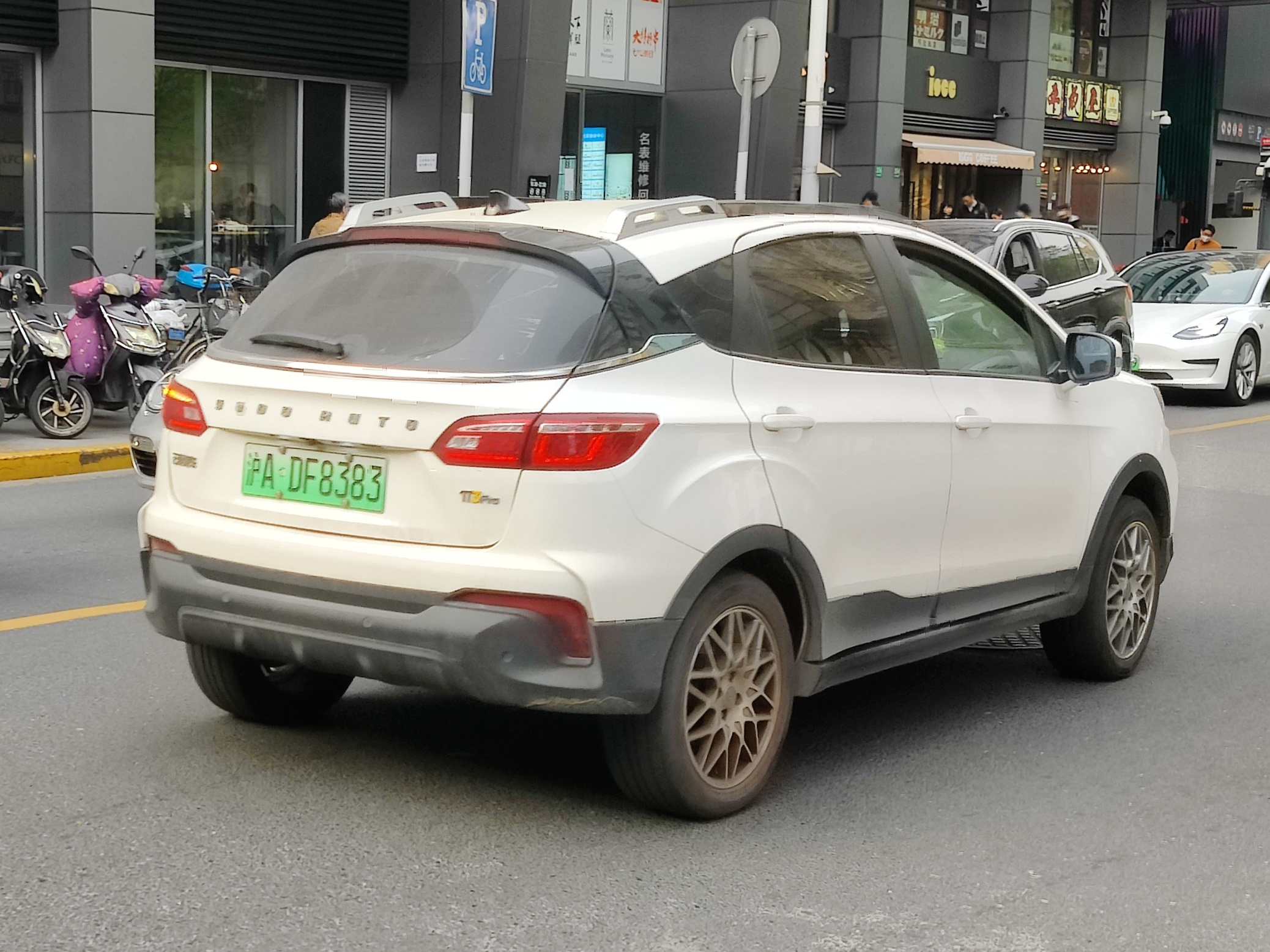
Yudo π3 - tył

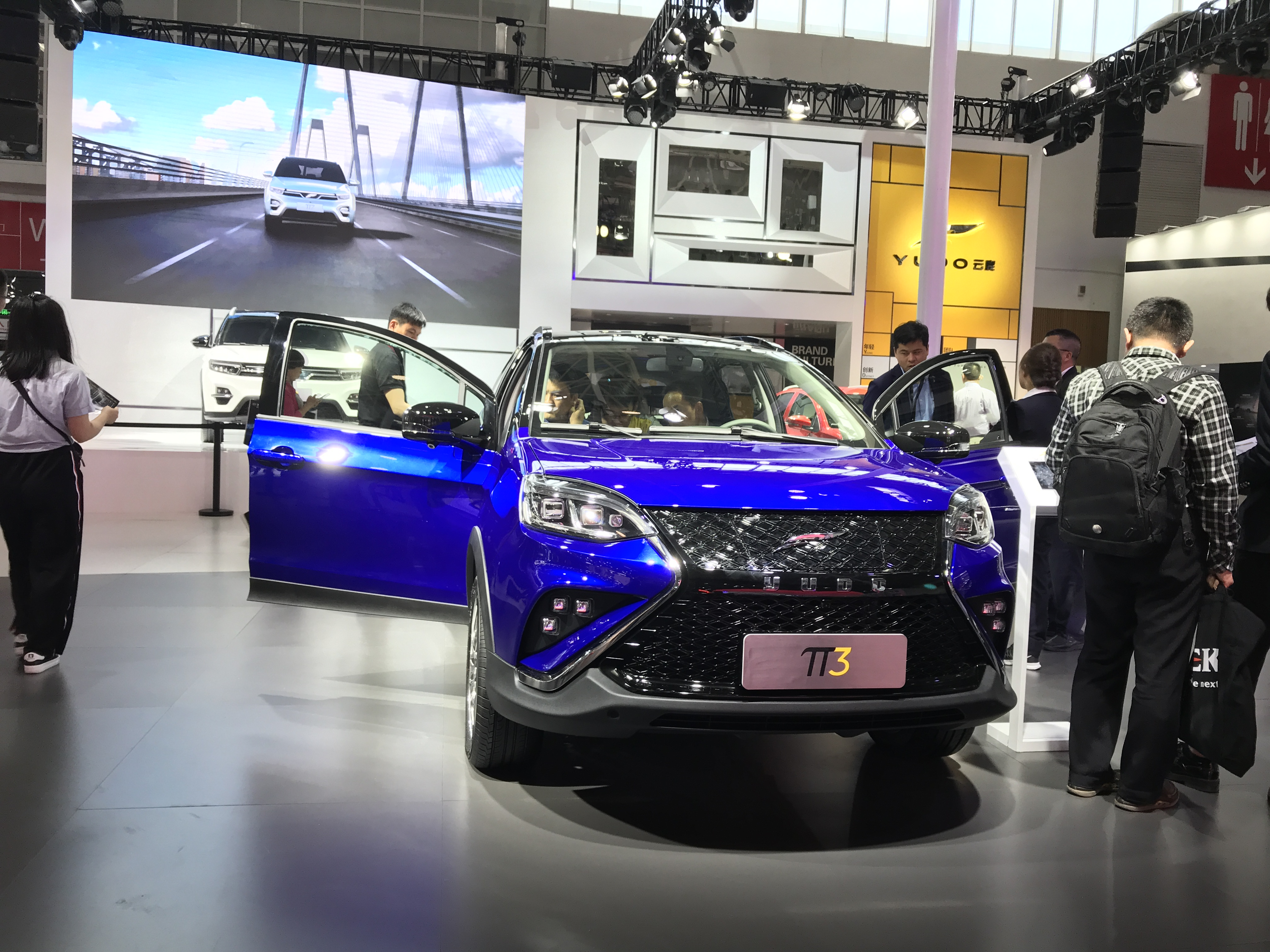
Yudo π3 podczas premiery

W kwietniu 2017 roku chińska marka Yudo razem z mniejszym modelem π1 przedstawiło także większy, dłuższy o 30 centymetrów model π3 Pod kątem stylistycznym π3 wyróżnia się wysoko zadartym przodem z imitacją atrapy chłodnicy w kształcie klepsydry, a także wielokształtnymi, agresywnie stylizowanymi reflektorami. W porównaniu do mniejszego modelu, większy crossover Yudo zyskał bardziej krągłe proporcje nadwozia.

### Sprzedaż
Yudo π3 jest samochodem produkowanym i sprzedawanym z myślą o wewnętrznym rynku chińskim. Zamówienia na model rozpoczęto zbierać od połowy 2018 roku. Produkcja trwała początku 2022, kiedy to producent ogłosił upadłość i wstryzmał aktywność. Po restrukturyzacji z drugiej połowie roku nowy właściciel nie zdecydował się na przywrócenie Yudo π3 na rynek.

### Dane techniczne
Układ elektryczny crossovera Yudo składa się z baterii o pojemności 51 kWh, rozwijając moc 90 KM i 270 Nm maksymalnego momentu obrotowego. Zasięg pojazdu na jednym ładowaniu to 401 kilometrów.